# ÍF Fuglafjørður
ÍF Fuglafjørður este un club de fotbal ale Insulelor Feroe, din Fuglafjørður. Acestea joacă pe stadionul Fløtugerði. În Insulele Feroe, echipa este doar numește IF.

## Istorie

### 2006, 2007, 2008
La finalul sezonului 2006, clubul a fost retrogradat din liga de top, Formuladeildin.
În octombrie 2007, clubul a fost din nou promovat in Formuladeildin. Echipa a avut unele dificultăți în acest sezon, nu prin adaptarea la Formuladeildin, ci pentru că antrenorul, Jon Simonsen, a trebuit să renunțe la locul de muncă în timpul sezonului. Apoi, un angajat vechi, legenda și campion al echipei de 1979, Abraham Løkin Hansen, a fost pus in functie pentru a avea grijă de echipă până un nou antrenor va fi angajat. Târziu, în luna aprilie, al treilea antrenor in acest sezon a sosit. Deoarece antrenorul nou a fost o altă legendă veche din ani '70, David R. Jones a fost angajat. Chiar dacă echipa a avut trei antrenori in acest sezon si este noua promovata, au ajuns la un loc confortabil, pe locul sase dupa prima jumatate a sezonului. După două meciuri pierdute în a doua jumătate a sezonului 2008, a fost angajat antrenorul numărul 4. Noul antrenor a fost Albert Ellefsen și este fostul antrenor de la HB Tórshavn. Albert Ellefsen a castigat campionatul Insulelor Feroe de 2 ori cu HB Tórshavn și este, de asemenea, antrenorul echipei U19 și U21 naționalei cu Avraam Løkin Hansen.

### 2009
Jón Simonsen a fost chemat inapoi ca antrenor la prima echipă pentru a începe sezonul 2009, și Róin Roy a fost asistentul său, dar consiliul a decis să il introducă pe Avraam Løkin Hansen pentru al ajuta pe Jón Simonsen ca antrenor la prima echipă. IF a încercat să aducă jucători noi în timpul sezonului. IF ajuns ca numărul 7 din nou în 2009.

### 2010
La sfârșitul anului 2009 Avraam Løkin Hansen a fost anunțat ca antrenor nou la prima echipa pentru sezonul 2010 și IF a decis să-l angajeze pe Torkil Hansen ca asistentul lui. IF l-a vandut pe portarul ungur András Gángó la INS si nu le-a exstins contractele jucatorilor Balázs Sinkó si Bartal Eliasen, fundasul echipei nationale. IF a făcut o intelegere permanenta cu Øssur Dalbúð pentru noul tanar star Karl Løkin de la NSI in februarie. IF a semnat si cu portarul echipei nationale desemnat de 2 ori portarul anului 2008 si 2009 dar si pe fundasul Rúni E. Elttør de la HB Torshavn. La final IF a terminat pe pozitia a patra indeajuns pentru a asigur un loc la Euro League 2011/2012.

### 2011
La inceputul noii campanii golgheterul echipei Øssur Dalbúð paraseste echipa transferandu-se la echipa daneza de pe locul I Hvidovre BK, in schimb IF a făcut niste achizitii pentru jucatori foarte tineri: Margeir Toftegaard, Hallgrím G. Hansen, Pætur á Líknargøtu.

## Titluri
- Prima Ligă de fotbal a Inslulelor Feroe: 1
  - 19792

## Lotul curent
| Nr. |                | Poziție | Jucător             |
| --- | -------------- | ------- | ------------------- |
| 1   | Insulele Feroe | P       | Jákup Mikkelsen     |
| 2   | Insulele Feroe | F       | Áki Petersen        |
| 3   | Insulele Feroe | F       | Jan Ó. Ellingsgaard |
| 4   | Serbia         | A       | Nenad Šarić         |
| 5   | Insulele Feroe | F       | Poul Ennigarð       |
| 6   | Insulele Feroe | M       | Karl Løkin          |
| 7   | Serbia         | M       | Aleksandar Jovević  |
| 8   | Insulele Feroe | M       | Fritleif i Lambanum |
| 9   | Nigeria        | A       | Christian Muomaife  |
| 10  | Insulele Feroe | A       | Bogi Løkin          |
| 11  | Insulele Feroe | M       | Frank Poulsen       |
| 12  | Insulele Feroe | M       | Pætur á Líknargøtu  |

| Nr. |                | Poziție | Jucător             |
| --- | -------------- | ------- | ------------------- |
| 13  | Insulele Feroe | F       | Uni R. Petersen     |
| 14  | Insulele Feroe | M       | Dánjal á Lakjuni    |
| 15  | Insulele Feroe | M       | Ari Ó. Ellingsgaard |
| 16  | Insulele Feroe | P       | Hallgrím G. Hansen  |
| 17  | Insulele Feroe | F       | Høgni Zachariassen  |
| 18  | Insulele Feroe | M       | Sverri Ellingsgaard |
| 19  | Insulele Feroe | M       | Bjarki Danielsen    |
| 20  | Insulele Feroe | A       | Bárður á Lakjuni    |
| 21  | Insulele Feroe | F       | Margeir Toftegaard  |
| 23  | Insulele Feroe | M       | Andy Olsen          |
| 76  | Insulele Feroe | F       | Bartal Eliasen      |

## Jucători notabili
- Abraham Løkin Hansen